# Nina Tower I
Nina Tower I is een tachtig verdiepingen hoge wolkenkrabber die is gebouwd in Tsuen Wan in Hongkong. De originele versie van dit gebouw, genaamde Nina Tower zou het hoogste gebouw van de wereld moeten worden (518 m). Door de locatie van het bouwwerk, namelijk vlak bij Hong Kong International Airport werd het niet mogelijk hoog te bouwen, de hoogte werd uiteindelijk 318,8 meter. Op de Lijst van de hoogste gebouwen van Azië staat de Nina Tower I op de 16de positie.
Het gebouw werd bekostigd door Nina Wang. De bovenste veertig verdiepingen zal bestaan uit een 5-sterren hotel met achthonderd kamers. De 10e tot de 39ste verdieping zullen gebruikt worden als kantoorruimte.